# Зірочки на землі
«Зірочки на землі» (англ. Taare Zameen Par, хінді: तारे ज़मीन पर tāre zamīn par IAST; урду: تارے زمین پر; офіційна назва: Taare Zameen Par — Every Child is Special) — індійський (боллівудський) драматичний фільм 2007 року, режисерський дебют Ааміра Хана.
Фільм зображує життя та внутрішній світ восьмирічного Ішана (Даршил Сафарі). Не дивлячись на те, що у хлопця хист до малювання, його погана успішність змушує батьків відправити сина в школу-інтернат. Новий учитель малювання (Аамір Хан) підозрює, що у хлопця дислексія, і допомагає йому подолати усі незручності, пов'язані з цим захворюванням.
Картина вийшла в прокат 21 грудня 2007 року, а у 2008 році UTV Home Entertainment випустив DVD для індійських глядачів. Міжнародний реліз фільму студією Дісней на DVD відбувся у 2010 році. Це був перший індійський фільм, дистрибуцією якого займалась така потужна міжнародна компанія.
«Зірочки на землі» отримали величезну кількість нагород, включно з нагородою Filmfare за «Найкращий фільм 2008 року» та «Найкращий фільм двохтисячних», а також нагороду National Film Award за «Найкращий сімейний фільм 2008 року». Ця картина також представляла Індію на 81 нагородженні премії Оскар у номінації «Найкращий фільм на іноземній мові», але не зуміла увійти у шорт-ліст. Непопадання фільму у п'ятірку номінантів викликало бурхливі суперечки засобах масової інформації, на рахунок того, чому індійські фільми ніколи не вигравали премію Оскар, однак саме це викликало обговорення у ЗМІ та серед критиків на тему, що заважає індійським фільмам в цьому досягти успіху. У ЗМІ проводились паралелі та порівнювали картину з британською драмою «Мільйонер із нетрів», яка у тому ж році здобула кілька оскарівських статуеток.
На 1 березня 2024 року фільм займав 121-шу позицію у списку 250 кращих фільмів за версією IMDb. Окрім нього з боллівудських фільмів у списку є «Люблячі серця» режисера Фархана Ахтара, «Повернення на Батьківщину» Ашутоша Говарікера, «Колір шафрану» Ракеша Мехри та «Три ідіоти» Раджкумара Хірана.

## Сюжет
Ішан Нандкішор Авасті (Даршил Сафарі) - восьмирічний хлопчик, який не любить школу та провалює кожний тест та екзамен. Усі предмети йому даються важко, через це йому довоодиться терпіти приниження від вчителів та однокласників. А ось внутрішній світ хлопчака дуже багатий, наповнений різноманітними дивами, яскравими кольорами, повітряними зміями, літаючими тваринами та іншими істотами. Ішан не здатний поділитися своїми внутрішніми дивами з іншими, він гарно малює, але його талант залишається непоміченим дорослими. Світ, намальований фантазією Ішана, погано стикується з реальністю та світом дорослих, які вимагають від нього акуратності, старанності у навчанні та гарних оцінок. Все це якраз те, що йому ніяк не вдається.
Батько Ішана, Нандкішор Авасті (Віпін Шарма), - успішний керівник, який очікує, що його діти також будуть успішними. Мама хлопчика - домогосподарка Майя Авасті (Тіска Чопра), розгублена своєю нездатністю виховувати сина. Старший брат Ішана, Йохан (Сачет Енгінір), - взірцевий учень та спортсмен, про що усі постійно нагадують Ішану. Останньою краплею для батьків стає шкільний звіт про неуспішність Ішана. Досягнувши межі свого терпіння, батьки відправляють сина у школу-інтернат, щоб він навчився там дисципліни та порядку. У новій обстановці, без сім'ї, у іншому місті Ішан страждає ще більше. Він поринає у світ страху та депресії, хоча у нього з'явився друг Раджан (Танай Чхеда) - хлопець з фізичними вадами та один з найкращих учнів у класі.
Одного дня в інтернат приходить тимчасовий вчитель малювання Рам Шанкар Нікумбх (Аамір Хан). Його стиль викладання відрізняється від суворого стилю його попередника.  Нікумбх одразу помічає, що Ішан нещасливий у цій школі і що він не бере участі ні в яких класних заходах. учитель розглядає роботу хлопчика та приходить до висновку, що його академічні неуспіхи свідчать про наявність дислексії.
У свій вихідний день Нікумбх відвідує батьків Ішана та питає дозволу подивитися на інші малюнки їх сина. Він вражений складністю одної з картин Ішана. Нікумбх розповідає батькам Ішана про те, що Ішан зовсім по іншому обробляє інформацію, і стиль викладання просто не дає йому зрозуміти інформацію. Але батько Ішана не вірить йому, він агресивно відповідає, що все це просто виправдання поганої роботи його сина. Тоді Нікумбх пропонує Нандкішору прочитати на коробці текст на японській мові, а коли той не зміг цього зробити, починає його сварити. І каже, що саме так почувається й Ішан. Нікумбх пояснює, що це не ознака низького інтелекту, а прояви дислексії. І додає, що може проводити з хлопчиком додаткові заняття, які йому допоможуть. Нікумбх також підкреслює художні здібності Ішана, які проявляються в його численних картинах та інших творчих роботах. Не дивлячись на всі пояснення, батько хлопчика все одно підозріло відноситься до вчителя та його пояснень.
На одному з занять Нікумбх розповідає про дислексію та відомих людей, які мали це захворювання. Серед них Альберт Ейнштейн, а також відомий боллівудський актор Абхішек Баччан. Після закінчення уроку вчитель просить Ішана залишитись та розповідає, що знає, як важко жити з дислексією, оскільки сам має таку ж проблему.
Нікумбх просить директора школи стати наставником Ішана, і той дає свою згоду. Вчитель займається з учнем, використовуючи спеціальні техніки, створені спеціалістами по вивченню дислексії, щоб покращити читання та писання Ішана. Дуже швидко в Ішана з'являється інтерес до мови та математики, а його оцінки покращуються.
У кінці навчального року Нікумбх організовує художню ярмарку для співробітників та учнів. Конкурс оцінює художниця Лаліта Лаймі. Ішан, маючи художні здібності та вражаючий творчий стиль, стає переможцем, а Нікумбх, який намалював портрет Ішана, займає друге місце. Директор оголошує, що Нікумбха беруть в інтернат на постійну роботу.
Коли батьки Ішана в останній навчальний день зустрічаються з учителями свого сина, вони вражені тим, з яким захватом та повагою всі говорять про Ішана. Схвильований, батько дякую Нікумбху. Коли Ішан сідає в батьківське авто, щоб їхати на літні канікули додому, він раптово повертається і біжить до вчителя. Фільм закінчується стоп-кадром, коли Нікумбх підкидує Ішана вверх, до зірок.

## У ролях

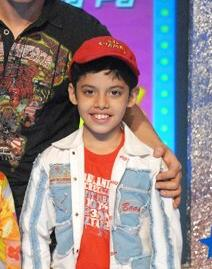
Даршил Сафарі. Коли Аамір Хан побачив вираз його очей та обличчя, він одразу зрозумів: "Ось ця дитина. Це - Ішан".

- Даршил Сафарі — Ішан Авасті. У пошуках головного героя письменник Амол Гупте звернувся у школу індійського хореографа Шиамака Давара. Він організував неофіційне прослуховування кільком хлопчакам, описав їм деякі ситуації, в які потрапляв Ішан, та попросив розповісти, як би вони на них реагували. Про своє рішення вибрати Даршила Сафарі Амол Гупте задує, що це було непросте рішення. Але у Даршила Сафарі очі - бешкетника, і все хотіли бути поряд з ним. Це остаточно переконало Гупте[7].
- Аамір Хан — Рам Шанкар Нікумбх. Амол Гупте створював його на основі характеру свого вчителя малювання Рамдаса Сампата Нікумбха. Спочатку він просив Акшая Кханну зіграти цю роль.[8]
- Тіска Чопра — Майя Авасті, мати Ішана. Чопра зазвичай говорила тихо, тому деякі сцени записувалися повторно, використовуючи систему дубляжу.[9]
- Віпін Шарма — Нандкішор Авасті, батько Ішана. Однією з причин, чому взяли саме Шарму, було його "дуже сильне, владне обличчя", яке "дихає різкістю". Аамір Хан мав бути "природно ввічливим" та "чутливим", в той час як Шармі було доручено знизити голос, щоб він звучав "жорстко" та "владно".[10]
- Сачет Енгінір — Йохан Авасті, старший брат Ішана
- Гірія Оак — Ябін, співробітник Нікумбха.
- Танай Чхеда — Раджан Домодран, однокласник Ішана.
- Бугс Бхаргава та Шанкар Сачдев — Сен Сір та Тіварі Сір, два вчителя з школи Нової Ери. Ролі у карикатурному стилі описують вчителів в цілому.[11]
- М.К. Рейна— директор школи Нової Ери.
- Лаліта Ладжмі— в ролі самої себе. Це камео - перша поява відомої художниці як акторки.[12]

## Саундтрек
Реліз саундтреку відбувся 4 листопада 2007 року під лейблом T-Series. Більшість альбому створена композиторами Шанкаром Махадеваном, Лоєю Мендонса та Ехсаном Нурані та автором текстів Прасоном Джоші. А ось композиція "Mera Jahan" була написана Шайлендром Барве та Гупте. Разом вони створили також "Ishaan's Theme." Прасон Джоші отримав національну премію за найкращі слова до пісні, а Шанкар Махадеван виграв національну премію за найкращий чоловіче підспівування у композиції "Maa."
Йогіндер Тутея, оглядач відомого індійського сайту Bollywood Hungama, високо оцінив різноманіття жанрів, присутніх у саундтреку та відсутність реміксів. Він виставив оцінку 3,5 з 5, назвавши його "альбомом з нульовим компромісом", що "відповідає духу фільму". Атта Хан з "Планети Боллівуду" поставив 9 з 10, відмічаючи, що саундтрек "без сумніву виправдовує всі очікування" та що "йому судилося стати класикою". Хоча також зазначив, що насолоджуючись музичним різноманіттям він все ж відчував, що композитори зловживали гітарою та синтезатором. Суканья Верма з сайту Rediff.com поставив альбому 3 з 5, коментуючи, що "Зірочки на землі не стане вашим саундтреком, від якого ваше серце буде пурхати та не буде гарантувати безсонні ночі. Що робить ці ніжні та капризні творіння особливими у їх невинності".
| #  | Назва              | Виконавці | Тривалість |
| -- | ------------------ | --- | ---------- |
| 1. | «Taare Zameen Par» | Шанкар Махадеван, Домінік Серейо, Вів'єн Поха                                                                                               | 7:08       |
| 2. | «Kholo Kholo»      | Раман Махадеван | 5:01       |
| 3. | «Bum Bum Bole»     | Шаан, Аамір Хан | 5:32       |
| 4. | «Jame Raho»        | Вішвл Дадлані | 2:59       |
| 5. | «Maa»              | Шанкар Махадеван | 5:14       |
| 6. | «Bheja Kum»        | Шанкар Махадеван, Бугс Бхаргава, Шанкар Сачдев, Роай Гопал Ієр, Раві Ханвікер, Лой Мендоса, Амоле Гупте, Кіран Рао, Аамір Хан, Рам Мадхавні | 2:07       |
| 7. | «Mera Jahan»       | Аднан Самі, Ауріель Кордо, Ананья Вадкар Auriel Cordo, Ananya Wadkar, Амоле Гупте                                                           | 6:32       |
| 8. | «Ishaan's Theme»   | Лой Мендоса, Шанкар Махадеван, Ехсан Нурані                                                                                                 | 4:13       |

## Номінації та нагороди фільму
Фільму були присуджені декілька десятків номінацій та призів престижних індійський кінопремій та фестивалів. Зокрема, його відмітили:
Національна кінопремія Індії (2008)
- Приз в категорії «Найкращий фільм на тему сімейного благополуччя» (Аамір Хан)
- Приз в категорії «Найкращий чоловічий закадровий вокал» (Шанкар Махадеван, пісня «Maa»)
- Приз в категорії «Найкращі слова до пісень» (Прасун Джоші)[17][18]

Filmfare Awards (2008)
- Номінація в категорії «Найкращий актор за вибором аудиторії» (Даршил Сафарі)
- Номінація в категорії «Найкращий актор другого плану» (Аамір Хан)
- Номінація в категорії «Найкраща актриса другого плану» (Тіска Чопра)
- Приз в категорії «Найкращий фільм» (Аамір Хан)
- Приз в категорії «Найкраща режисура» (Аамір Хан)
- Приз в категорії «Найкращий сценарій» (Амоле Гупте)
- Приз в категорії «Найкраще виконання ролі за вибором критиків» (Даршил Сафарі)
- Приз в категорії «Найкращі слова до пісень (Прасун Джоші)[19][20][21][22]

Screen Awards (2008)
- Номінація в категорії «Найкращий фільм» (Аамір Хан)
- Номінація в категорії «Найкращі слова до пісні»
(Прасун Джоші, за пісню «Taare Zameen Par»)
- Номінація в категорії «Найкраща музика до фільму» (Шанкар-Ехсан-Лой)
- Номінація в категорії «Найкращий чоловічий закадровий вокал»
(Шанкар Махадеван, за пісні «Maa» та «Taare Zameen Par»)
- Номінація в категорії «Найкращий сценарій» (Амоле Гупте)
- Номінація в категорії «Найкращі спецефекти» (Тата Елксі)
- Номінація в категорії «Найкращий актор другого плану» (Віпін Шарма)
- Номінація в категорії «Найкраща актриса другого плану» (Тіска Чопра)
- Приз в категорії «Найкраща режисура» (Аамір Хан)
(розділено з Шимітом Аміном за фільм «Chak De India»)
- Приз в категорії «Найкращий режисерський дебют» (Аамір Хан)
- Приз в категорії «Найкращий актор другого плану» (Аамір Хан)
- Приз в категорії «Найкраща дитина-актор» (Даршил Сафарі)
- Приз в категорії «Найкращий сценарій» (Амоле Гупте)
- Приз в категорії «Найкращі діалоги» (Амоле Гупте)
- Приз в категорії «Найкращі слова до пісні» (Прасун Джоші, за пісню «Maa»)[23]

Zee Cine Awards (2008)
- Приз в категорії «Найкраща режисура» (Аамир Хан)
- Приз в категорії «Самий багатообіцяючий режисер (режисерський дебют)» (Аамір Хан)
- Приз в категорії «Найкращі слова до пісні» (Прасун Джоші, пісня «Maa»)
- Приз в категорії «Найкращий актор за вибором критиків» (Даршил Сафарі)
- Приз в категорії «Найкращий дебют (дитина-актор)» (Даршил Сафарі)
- Приз в категорії «Найкращий сценарій» (Амоле Гупте)[24]

Премія гільдії кіно- та телепродюсерів Апсари (2008)
- Номінація в категорії «Найкращий актор» (Даршил Сафарі)
- Номінація в категорії «Найкраща музика до фільму» (Шанкар-Ехсан-Лой)[19]
- Приз в категорії «Найкращий фільм» (Аамір Хан, як продюсер фільму)
- Приз в категорії «Найкраща режисура» (Аамір Хан)
- Приз в категорії «Найкраща літературна основа фільму» (Амоле Гупте)
- Приз в категорії «Найкращий сценарій» (Амоле Гупте)
- Приз в категорії «Найкращі слова до пісень» (Прасун Джоші)
- Приз в категорії «Найкращий чоловічий закадровий вокал» (Шанкар Махадеван)
- Приз в категорії «Найкращі спецефекти» (Ваібхав Кумареш, Дхімант Вайяс)[25]

Премія імені В. Шантарама (2008)
- Приз в категорії «Найкращий фільм»
- Приз в категорії «Найкраща режисура» (Аамір Хан)
- Приз в категорії «Найкращий актор у провідній ролі» (Даршил Сафарі)
- Приз в категорії «Найкращий сценарій» (Амоле Гупте)[26]

Премія імені Голлапуді Шрініваса (2008)

(за видатний режисерський дебют)
Міжнародний кінофестиваль у Мумбаї (2009)
- Номінація у категорії «Найкращий фільм» (Аамір Хан)[19]

Крім цього, фільм було офіційно висунуто Кінематографічною федерацією Індії як номінацію від країни на премію Американської кіноакадемії («Оскар») за найкращий фільм на іноземній мові. Картина не увійшла в шорт-ліст номінації, однак саме це викликало обговорення у ЗМІ та серед критиків на тему, що заважає індійським фільмам в цьому досягти успіху.